# Ježek

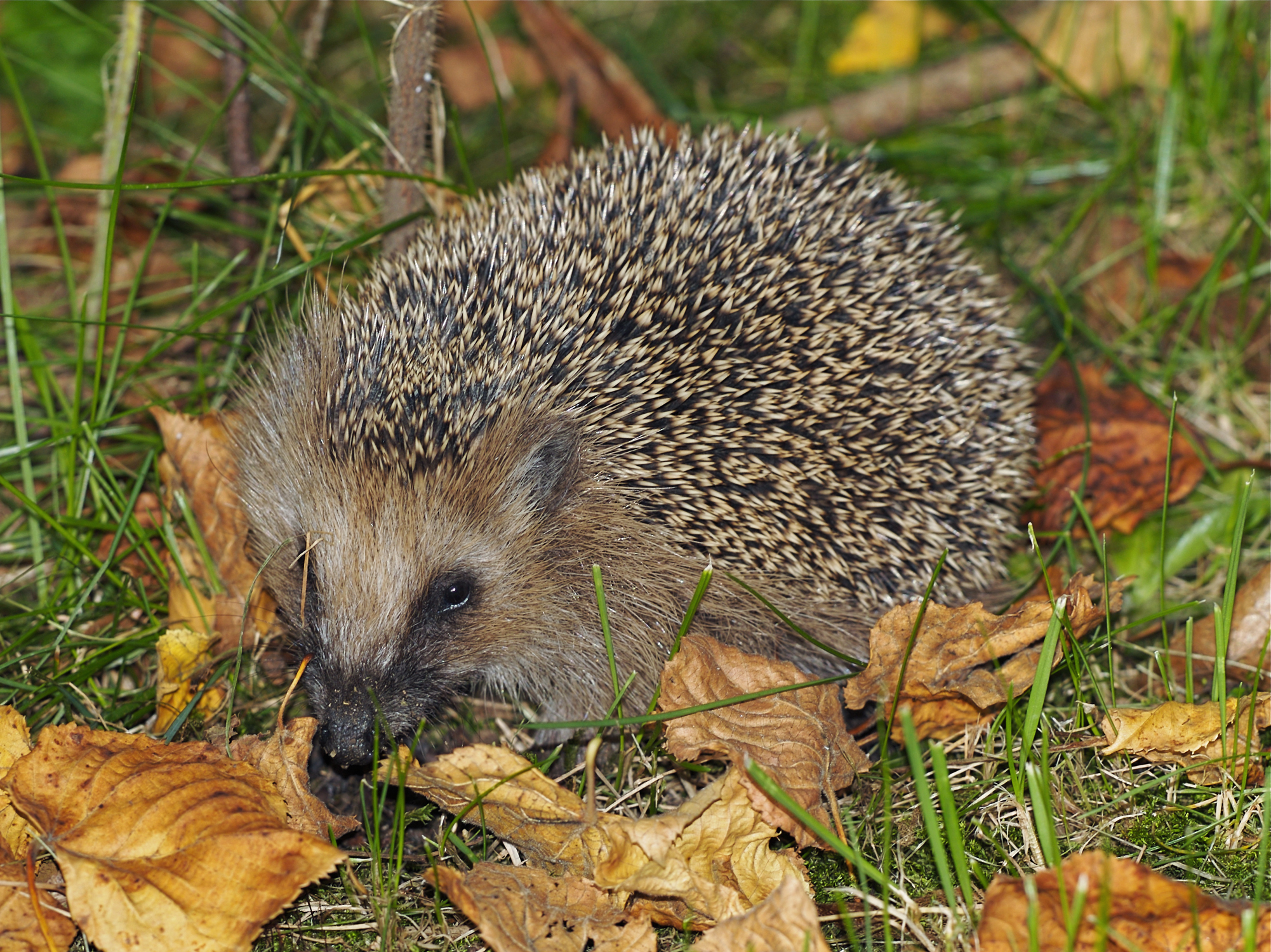
Ježek západní

Ježek (ustrnulá zdrobnělina od původního označení jež) je české rodové označení pro několik rodů hmyzožravých savců z podčeledi ježkové (Erinaceinae). Ježci se vyskytují po celé Evropě, v Africe i Asii.

## Potrava
Ježci se živí hmyzem (především jeho larvami), žížalami, měkkýši, žábami, plazy, vejci ptáků, mrkví, houbami, kořínky, bobulemi, melouny a vodními melouny. Bobule tvoří důležitou součást stravy afghánských ježků na počátku jara po hibernaci.[zdroj?]

## Rody
- Atelerix
- Erinaceus
  - ježek západní
  - ježek východní
- Hemiechinus
  - ježek ušatý
- Mesechinus

## Symbolika
Symbol ježka je zobrazen na znaku a vlajce Jihlavy nebo na symbolech Kraje Vysočina.